# Adrian Kempe
Michael Adrian Kempe (* 13. September 1996 in Kramfors) ist ein schwedischer Eishockeyspieler, der seit April 2015 bei den Los Angeles Kings in der National Hockey League unter Vertrag steht. Mit der schwedischen Nationalmannschaft gewann er die Goldmedaille bei der Weltmeisterschaft 2018. Sein älterer Bruder Mario Kempe ist ebenfalls professioneller Eishockeyspieler.

## Karriere
Kempe spielte bis 2011 bei Kramfors-Alliansen, dem Klub seiner Heimatstadt. Anschließend wechselte er für ein Jahr zu Djurgårdens IF in die schwedische Hauptstadt Stockholm. Nach Einsätzen in den U16- und U18-Mannschaften des Traditionsvereins wechselte Kempe im Mai 2012 zu MODO Hockey, wo er ebenfalls in den Juniorenmannschaften eingesetzt wurde. Beim CHL Import Draft 2013 zogen ihn die Barrie Colts aus der Ontario Hockey League in der zweiten Runde an insgesamt 107. Position, er blieb aber zunächst noch in Schweden. In der Saison 2013/14 gab der Stürmer schließlich sein Profidebüt in der Svenska Hockeyligan. Nachdem er auch die Spielzeit 2014/15 bei MODO verbracht hatte, unterzeichnete der Schwede im April 2015 einen Einstiegsvertrag bei den Los Angeles Kings, die ihn im NHL Entry Draft 2014 an 29. Position ausgewählt hatten. Infolgedessen wechselte Kempe direkt zu den Manchester Monarchs, dem Farmteam der Kings aus der American Hockey League, und gewann dort in den Playoffs den Calder Cup. Bei dem Team, das in der Folge unter dem Namen Ontario Reign firmierte, begann er auch die Saison 2015/16.
Im Verlauf der Spielzeit 2016/17 debütierte Kempe für die Los Angeles Kings in der NHL, bevor er sich mit Beginn der Folgesaison in deren Aufgebot etablierte. Im September 2019 unterzeichnete er einen neuen Dreijahresvertrag in Kalifornien, der ihm ein Gesamtgehalt von sechs Millionen US-Dollar einbringen soll. Dieser wiederum wurde im Juli 2022 um vier Jahre verlängert, wobei sein Jahresgehalt auf 5,5 Millionen US-Dollar stieg. Anschließend steigerte er seine persönlichen Offensivstatistiken deutlich, so erreichte er in der Saison 2022/23 erstmals die Marke von 40 Toren, während ihm in der Spielzeit 2023/24 mit 75 Scorerpunkten ebenfalls ein bisheriger Bestwert gelang, mit dem er seine Mannschaft anführte.

### International
Auf internationaler Ebene kam Kempe bei der World U-17 Hockey Challenge 2013 zum Einsatz, die er mit dem schwedischen Team gewann. Ebenso vertrat er sein Heimatland im selben Jahr beim Ivan Hlinka Memorial Tournament 2013 sowie der Eishockey-Weltmeisterschaft der U18-Junioren 2014 in Finnland. Auf U20-Niveau nahm er darüber hinaus an den Weltmeisterschaften 2015 und 2016 teil.
Für die A-Nationalmannschaft Schwedens debütierte Kempe im Rahmen der Weltmeisterschaft 2018 und gewann dabei mit dem Team prompt die Goldmedaille. Weitere WM-Teilnahmen erfolgten in den Jahren 2019, 2021 und 2024, wobei der Stürmer im Jahr 2024 die Bronzemedaille gewann.

## Erfolge und Auszeichnungen
- 2012 Schwedischer Meister der U16-Junioren mit Djurgårdens IF
- 2014 Schwedischer Meister der U18-Junioren mit MODO Hockey
- 2015 Calder-Cup-Gewinn mit den Manchester Monarchs
- 2022 Teilnahme am NHL All-Star Game

### International
- 2013 Goldmedaille bei der World U-17 Hockey Challenge
- 2018 Goldmedaille bei der Weltmeisterschaft
- 2024 Bronzemedaille bei der Weltmeisterschaft

## Karrierestatistik
Stand: Ende der Saison 2024/25

### International
Vertrat Schweden bei:
| - World U-17 Hockey Challenge 2013 - Ivan Hlinka Memorial Tournament 2013 - U18-Junioren-Weltmeisterschaft 2014 - U20-Junioren-Weltmeisterschaft 2015 - U20-Junioren-Weltmeisterschaft 2016 | - Weltmeisterschaft 2018 - Weltmeisterschaft 2019 - Weltmeisterschaft 2021 - Weltmeisterschaft 2024 - 4 Nations Face-Off 2025 |

(Legende zur Spielerstatistik: Sp oder GP = absolvierte Spiele; T oder G = erzielte Tore; V oder A = erzielte Assists; Pkt oder Pts = erzielte Scorerpunkte; SM oder PIM = erhaltene Strafminuten; +/− = Plus/Minus-Bilanz; PP = erzielte Überzahltore; SH = erzielte Unterzahltore; GW = erzielte Siegtore; 1 Play-downs/Relegation; Kursiv: Statistik nicht vollständig)